# ایندیاناپلیس ۵۰۰ ۲۰۲۲
ایندیاناپلیس ۵۰۰ ۲۰۲۲ (با نام تجاری صد و ششمین مسابقه ایندیاناپولیس ۵۰۰ که توسط گین‌بریج حمایت مالی شده است) یک مسابقه ۵۰۰ مایلی (۸۰۴٫۷ کیلومتر، ۲۰۰ دور) در فصل ۲۰۲۲ سری ایندی‌کار بود که در تاریخ ۲ مه ۲۰۲۲ و در روز یکشنبه در پیست ایندیاناپولیس موتور اسپیدوی در ایندیانا برگزار شد.